# Sébastien Perez (écrivain)
Pour les articles homonymes, voir Perez et Sebastien Perez.
Sébastien Perez (né le 9 décembre 1975 à Beauvais, Oise) est un écrivain français, spécialisé dans la littérature de jeunesse.

## Biographie
Son premier ouvrage Destins de chiens en 2007, est illustré par Benjamin Lacombe ; par la suite, de nombreux textes qu'il écrit sont illustrés (et parfois coécrits) par Benjamin Lacombe, qui déclare en 2020 : « La collaboration de Sébastien Perez est précieuse. Il trouve les mots que je n'oserais pas écrire. Il est à la fois très différent de moi, et en même temps l'auteur dont je me sens le plus proche. C'est pourquoi nous collaborons si régulièrement ensemble. » Une quinzaine d'ouvrages sont ainsi réalisés ensemble, dont Le chabominable monstre des neiges en 2023, et une série jeunesse, Charlock.

## Œuvres
- Destins de chiens, illustrations de Benjamin Lacombe, Max Milo Éditions, avril 2007  (ISBN 978-2-35438-001-4)
- Corps de ballerine, illustrations de Justine Brax, Max Milo Éditions, septembre 2007  (ISBN 978-2-35438-007-6)
- La funeste nuit d'Ernest[1], coécrit et illustré par Benjamin Lacombe, Éd. Sarbacane, septembre 2007  (ISBN 978-2-84865-172-9)
- Généalogie d'une sorcière, coécrit et illustré par Benjamin Lacombe, Éd. Seuil jeunesse, octobre 2008  (ISBN 978-2-02098-358-7)
- Grimoire de sorcières, coécrit et illustré par Benjamin Lacombe, Éd. Seuil jeunesse, 2008
- Ouki et le mystère de la nuit, ill. Justine Brax, Éd. Thomas Jeunesse, novembre 2008  (ISBN 978-2-35481-026-9)
- La Petite sorcière, coécrit et illustré par Benjamin Lacombe, Éd. Seuil jeunesse, 2008
- Le journal de Peter, illustrations de Martin Maniez, Éd. Milan Jeunesse, octobre 2009  (ISBN 978-2-74593-663-9)
- Thomas le magicien, ill. Clément Lefévre, Éd. Seuil Jeunesse, février 2010  (ISBN 978-2-02101-286-6)
- Rossignol, ill. Benjamin Lacombe, Éd. Seuil Jeunesse, mai 2011  (ISBN 978-2021044331)
- Le Bal des Échassiers, avec Paul Echegoyen, Éd. Seuil Jeunesse, octobre 2011  (ISBN 978-2021051018)
- L'Herbier des Fées, coécrit et illustré par Benjamin Lacombe, Éd. Albin Michel, octobre 2011  (ISBN 978-2226230966)
- Généalogie d'une sorcière, coécrit et illustré par Benjamin Lacombe, Éd. Seuil Jeunesse, novembre 2013  (ISBN 979-1023500776)
- Les super-héros détestent les artichauts, ill. Benjamin Lacombe, Éd. Albin Michel Jeunesse, octobre 2014  (ISBN 978-2226251015)
- Félicien et son orchestre, avec Étienne Friess, Éd. Margot Éditions,  mai 2015  (ISBN 978-2954115795)
- Facéties de chats, illustrations Benjamin Lacombe, Éditions Margot, 2015
- Pieds de princesse, illustrations et papiers découpés de Emmanuelle Pioli, Albin Michel jeunesse, 2015
- Les fées de Cottingley, ill. Sophie de La Villefromoit, Ed. Soleil Collection Métamorphose, novembre 2016 (978-2302055964)
- Fils de dragons, illustrations de Justine Brax, Albin Michel jeunesse, 2016
- Frida, illustrations Benjamin Lacombe, Albin Michel, 2016 - ouvrage autour de l'artiste peintre Frida Kahlo
- Le magicien d'Oz, d'après l'histoire et les personnages de L. F. Baum, ill. de Benjamin Lacombe, Albin Michel, 2018
- Le pirate de cœur, illustrations de Justine Brax, Albin Michel jeunesse, 2019
- Série Charlock , illustrations de Benjamin Lacombe, Flammarion Jeunesse

1. La disparition des souris, 2020
2. Le trafic de croquettes, 2020
3. L'affaire du collier, 2021
4. Attaque chez les chats-mouraïs, 2021
5. Le chabominable monstre des neiges, 2023

- L'étonnante famille Appenzell, llustrations Benjamin Lacombe, Margot, 2020
- Journaux troublés, JT , dessin et couleurs de Marco Mazzoni, Éditions Soleil, 2020
- Le dernier des loups, illustrations de Justine Brax, Albin Michel jeunesse, 2020
- La meilleure maman du monde, illustrations Benjamin Lacombe, Margot, 2021
- Série  Le jardin de Basilic , avec Annelore Parot, Père Castor

1. Comment les arbres font-ils caca ?, 2021
2. Les fleurs tombent-elles amoureuses ?, 2021
3. Les mauvaises herbes n'existent pas !, 2021
4. Comment naissent les bébés plantes ? , 2022
5. Les couleurs de la nature, 2022

- Les fées, ill. de Fatemeh Haghnejad dite Bluebirdy, Albin Michel jeunesse, 2022
- La princesse Totem , illustrations de Justine Brax, Albin Michel jeunesse, 2022
- Le chabominable monstre des neiges, ill. de Benjamin Lacombe, Flammarion jeunesse, 2023

## Prix et distinctions
- Sélection Prix Landerneau 2017[3], Catégorie Album jeunesse, pour Fils de Dragons, illustrations de Justine Brax
- Prix Saint-Exupéry 2021[4], catégorie Album, pour Et le désert disparaîtra , illustrations de Justine Brax